# Batalion ON „Warszawski III”

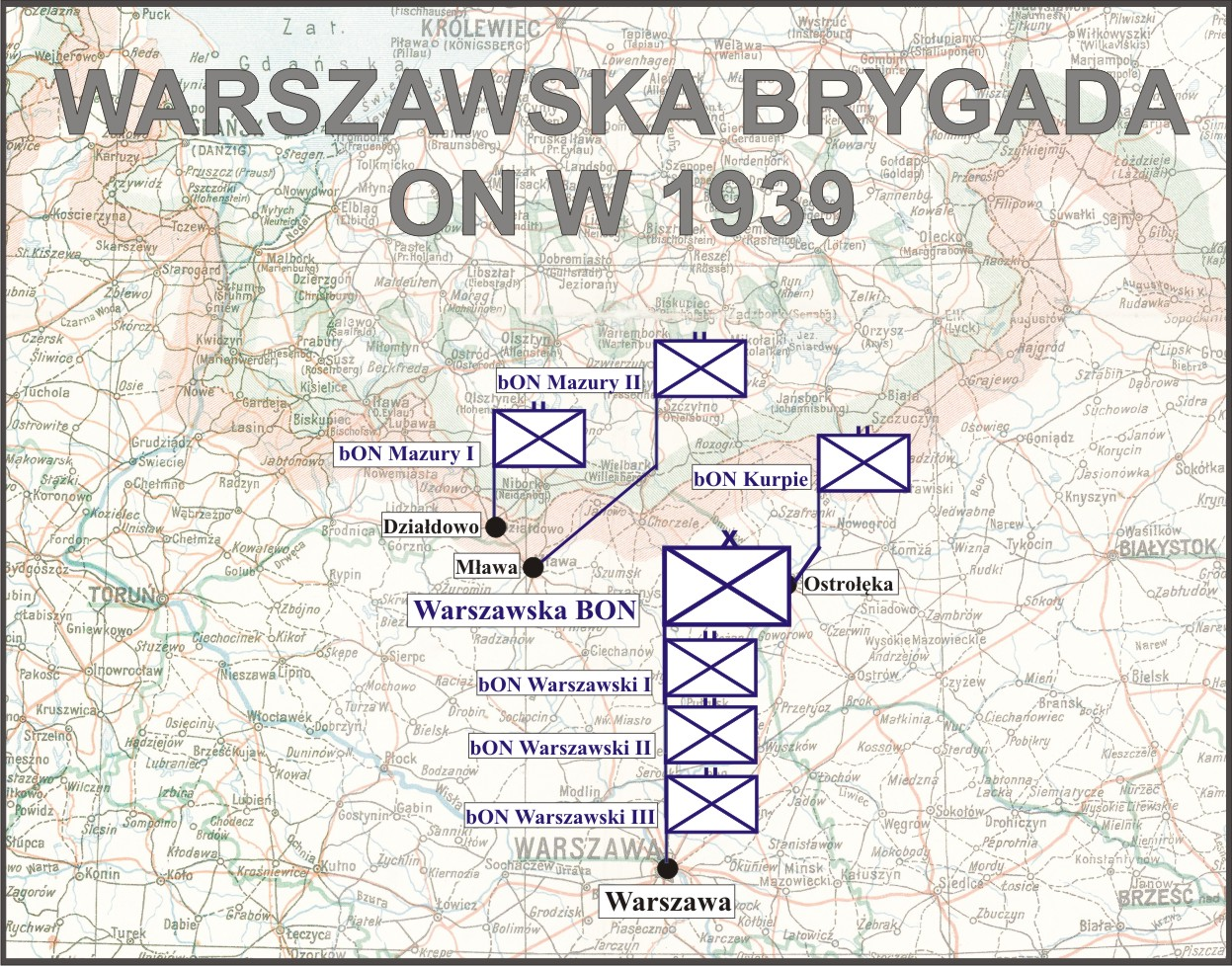
Warszawska Brygada ON

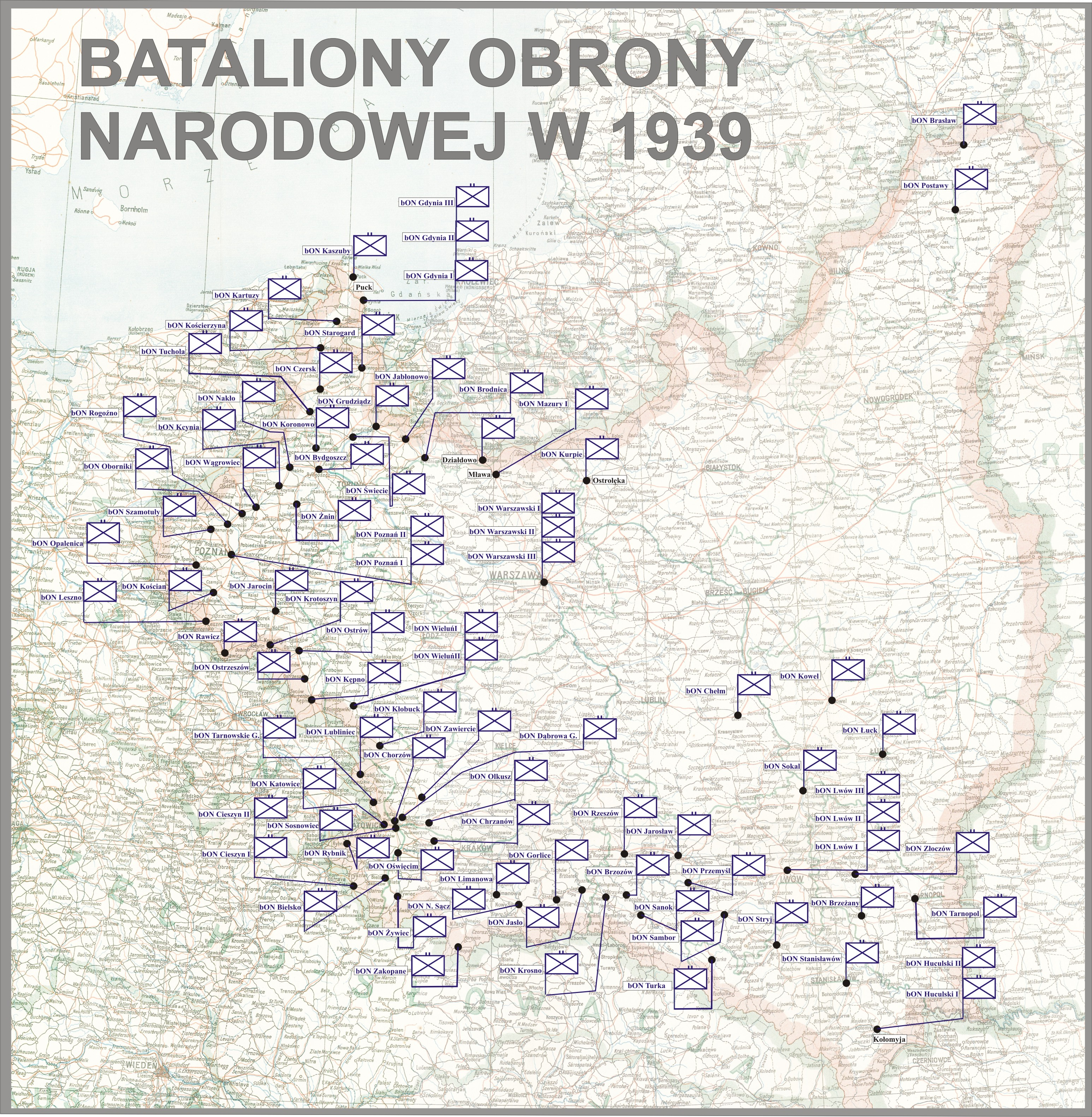
Obrona Narodowa w 1939

III Warszawski Batalion Obrony Narodowej (batalion ON „Warszawski III”) – pododdział piechoty Wojska Polskiego II RP.

## Formowanie i zmiany organizacyjne
Batalion sformowany został w 1937 roku, w garnizonie Warszawa, w składzie Warszawskiej Brygady ON. Wiosną 1939 r. przeformowany został na etat batalionu ON typ IV.
Jednostką administracyjną i mobilizującą dla III Warszawskiego batalionu ON był 36 pułk piechoty Legii Akademickiej w Warszawie.
Na podstawie pisma Oddziału I Sztabu Głównego L.333/Tj.38 z kwietnia 1938 Biuro Administracji Armii poleciło Departamentowi Uzbrojenia MSWoj. przydzielenie III Warszawskiemu batalionowi ON 9 sztuk lkm Bergmann wz.1915 i 4500 sztuk amunicji. Miały go otrzymać pierwsze drużyny każdego plutonu i każdej kompanii. Podczas drugiego przydziału tej broni dla formacji Obrony Narodowej w lipcu-sierpniu 1939 batalion otrzymał następne 12 sztuk lkm Bergmann wz.1915 wraz z 6000 sztuk amunicji do nich oraz 135 karabinów wz.1898. Do końca nie jest pewne ile batalion otrzymał lkm, ile zdał do napraw lub ze względu na zużycie przed rozpoczęciem działań wojennych. Batalion otrzymał również nieznaną ilość rkm Browning wz.1928. Batalion w chwili rozpoczęcia działań bojowych liczył 16 oficerów i ok. 600 szeregowych, uzbrojenie jego stanowiło: 4 ckm wz.1908, 18 lkm Bergmann wz.1915.
Batalion zmobilizowany został w dniu 25 sierpnia 1939 r. i dwa dni później skierowany do Pułtuska.

## Działania batalionu we wrześniu 1939
Na początku kampanii wrześniowej batalion stanowił załogę przedmościa „Pułtusk” podporządkowanego bezpośrednio dowódcy Armii „Modlin”. Dowódcą przedmościa był mjr Jan Kazimierz Mazur z 13 pułku piechoty, a jego zadaniem była obrona mostu na Narwi. Północny odcinek okopów do szosy na Ciechanów obsadził III/115 pułku piechoty. Odcinek południowy przydzielono właśnie batalionowi ON „Warszawa III”, a batalion marszowy 13 pp kpt. Wachtanga Abaszydze objął pozycje w pobliżu mostu na wysokiej skarpie.
W dniach 1-5 września załoga przedmościa nie miała styczności z nieprzyjacielem. 4 września załoga przedmościa podporządkowana została gen. bryg. Wincentemu Kowalskiemu, dowódcy GO „Wyszków”. Od godzin popołudniowych 6 września do około godz. 13.00 dnia 7 września załoga przedmościa walczyła z niemieckimi 151 i 176 pułkami piechoty (61 DP) i oddziałem rozpoznawczym 11 DP. W dniu 6 września III Warszawski batalion ON z powodzeniem kontratakował „na bagnety”. Po wycofaniu na prawy brzeg Narwi i wysadzeniu mostu załoga przedmościa skierowana została do Wyszkowa. 8 września batalion razem z częścią III/115 pp (rez.) pomaszerował do Warszawy i wziął udział w obronie stolicy, w składzie 1 pułku Obrony Pragi.

## Obsada personalna
Obsada personalna batalionu w marcu 1939 roku
- dowódca batalionu – kpt. piech. Stanisław Gustowski[b]
- dowódca 1 kompanii ON „Warszawa” – kpt. piech. Edward Gutowski[c]
- dowódca 2 kompanii ON „Warszawa” – kpt. piech. Jan Bratkowski[d]
- dowódca 3 kompanii ON „Warszawa” – kpt. adm. (piech.) Mieczysław Wielechowski[e]

Obsada we wrześniu 1939
- dowódca batalionu – kpt. piech. Stanisław Gustowski
- adiutant – ppor. rez. Kazimierz Pełczyński
- dowódca 1 kompanii ON – kpt. piech. Edward Gutowski
- dowódca 2 kompanii ON – kpt. piech. Jan Bratkowski
- dowódca 3 kompanii ON – kpt. adm. (piech.) Mieczysław Wielechowski